# 西班牙鎮
西班牙鎮（英語：Spanish Town）是牙買加的城鎮，也是聖凱瑟琳區的首府，位於該國東南部，由米德爾塞克斯郡負責管轄，始建於1534年，主要農產品有甘蔗、柑橘、咖啡、香蕉和可可，2010年人口162,359。

## 友好城市
- 法國 楠泰尔

## 外部連結

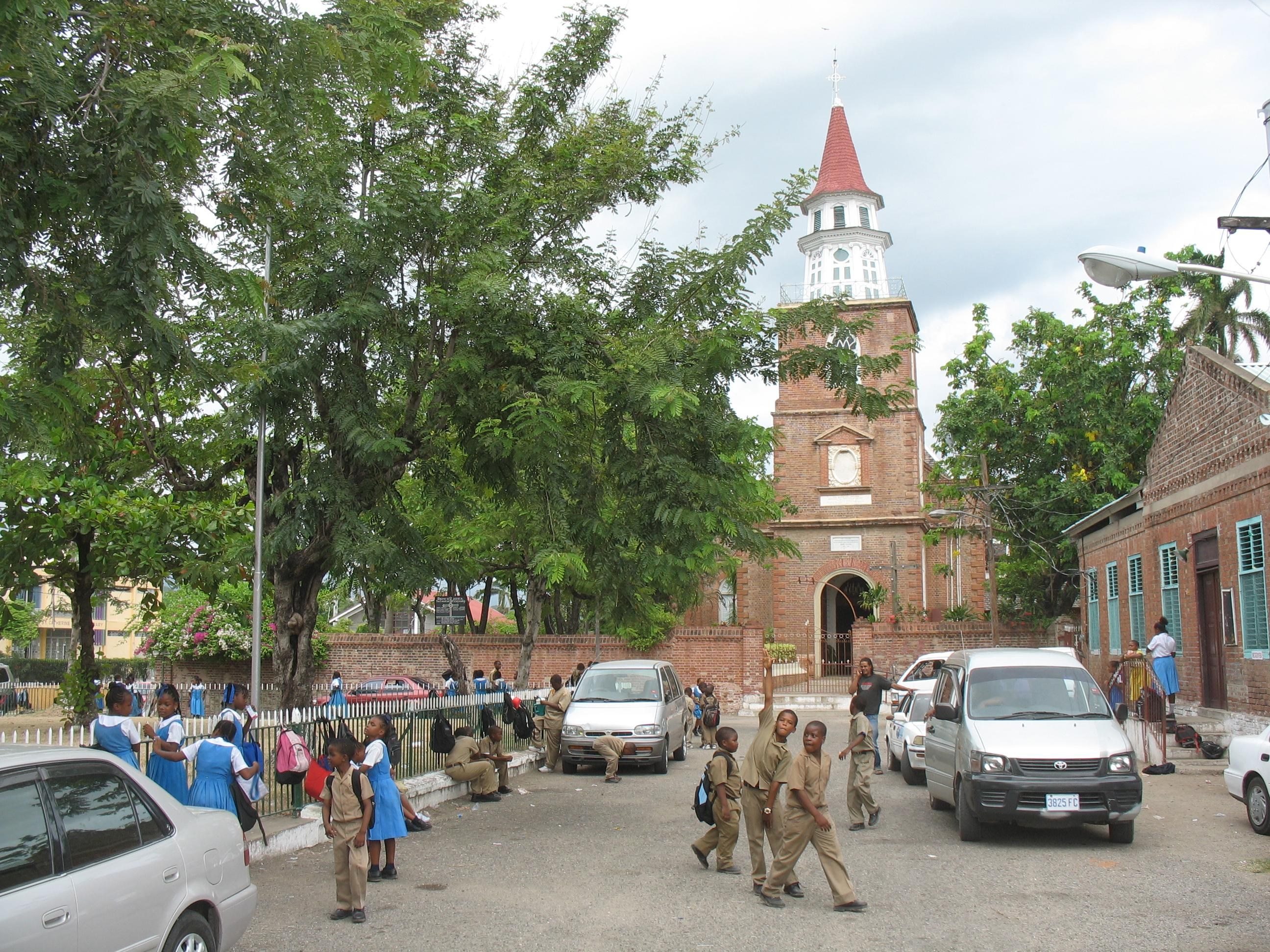

- James Robertson, Gone is the Ancient Glory, Spanish Town Jamaica 1534-2000, Kingston, Jamaica: 2005.
- Parish Information